# Paris Carver
(Paris a James Bond)
Paris McKenna Carver è un personaggio del film Il domani non muore mai, diciottesimo della serie di James Bond ispirata all'opera dello scrittore inglese Ian Fleming. È interpretata dall'attrice statunitense Teri Hatcher.

## Caratteristiche
Paris Carver è la moglie del magnate dei media Elliot Carver, il principale cattivo del film. Nel passato, prima dello svolgimento dei fatti narrati, lei e Bond ebbero una relazione, interrotta dallo stesso 007 il quale presentiva un eccessivo attaccamento sentimentale pericoloso per il suo lavoro. Un nuovo incontro avviene al quartier generale della CMGN, l'azienda d'informazione di Carver, ma apparentemente si tratta di una circostanza non gradita dalla donna. Solamente qualche ora dopo i due faranno l'amore, ma questo tradimento costituirà per Paris una sentenza di condanna a morte.
È la seconda Bond girl ad apparire nel film, prima di lei Bond avrà una breve e fugace liason con la professoressa Inga Bergstrom. Non è la ragazza dominante del film, che sarà invece Wai Lin, ma ricopre un ruolo determinante per lo svolgimento della vicenda e per Bond.

## Film
La missione di Bond è quella di investigare sul misterioso affondamento della nave da guerra britannica HMS Devonshire; viene a questo scopo da M incaricato di infiltrarsi ad un festa di Elliot Carver, il potente magnate dei media, pronto a lanciare un nuovo network mondiale di comunicazione satellitare. La stessa M, nonostante criticasse gli atteggiamenti donnaioli dell'agente 007, gli ordina - sapendo della passata relazione con la signora Carver - di sfoderare se necessario il suo fascino.
Bond e Paris dunque si rivedono dopo molto tempo alla festa, dove la spia lavora sotto copertura come banchiere, ma il primo incontro è tutt'altro che cordiale. Paris, stupita nel trovarsi di fronte Bond il quale presentandosi dice: "Mi sono sempre chiesto che effetto mi avrebbe fatto rivederti", lo colpisce con un violento schiaffo al quale fa seguire una risposta allo stesso tempo ironica e perfida: "'Torno subito' sono state le tue ultime parole". Paris sospetta che l'agente segreto mostra interesse per lei solo per ottenere le informazioni su suo marito. Quest'ultimo, vedendo la moglie in compagnia di Bond, le chiede in che circostanze si sono conosciuti, Paris decide di reggere il gioco al suo ex amante dicendo al marito che lei e Bond si conoscevano per circostanze occasionali, comunque Paris tende a precisare a James che se dovesse scegliere tra lui e Elliot, non tradirà suo marito. La sua riluttanza scompare dopo che Bond la seduce e i due passano una lunga notte d'amore nella sua camera d'albergo, dopo che lei era andata a trovarlo per riferirgli che Elliot ha capito che lui non è un banchiere.
Paris rivela a Bond il modo per poter entrare nel laboratorio segreto di Carver, ma poi se ne va, in quanto sa che la loro relazione non potrà avere seguito; Bond comunque si offre di proteggerla dal suo crudele marito, ma lei rifiuta l'offerta affermando che nessuno potrebbe proteggerla da Elliot.
Non avendo mai creduto alle false parole di Paris sul conto di Bond e avendo appurato che è un agente dei servizi segreti, Elliot si convince che Paris lo abbia tradito, rivelando informazioni segrete sul suo piano, venendo inoltre a conoscenza del passato in comune di sua moglie con quello di 007; Elliot ordina l'uccisione della donna che viene rinvenuta morta dopo essere stata a lungo torturata nella stanza da letto di Bond dal dottor Kaufman, uno psicopatico assassino tedesco, esperto in torture al servizio di Carver. In un primo momento di disperazione Bond si mette in ginocchio davanti al corpo di Paris, poi subito dopo si vede costretto ad affrontare il suo assassino, riuscendo a uccidere Kaufman con un astuto stratagemma, vendicando Paris, dando infine al suo corpo privo di vita un tenero bacio d'addio.

## Videogioco
Paris appare nel videogioco Tomorrow Never Dies, sparatutto in terza persona sviluppato da Black Ops Entertainment e distribuito da Electronic Arts esclusivamente su PlayStation. Il gioco è basato sulla trama dell'omonimo film.

## Curiosità
- Monica Bellucci fece il provino per il ruolo di Paris Carver.
- Sela Ward avrebbe dovuto interpretare il ruolo di Paris Carver ma i produttori volevano un'attrice più giovane.
- Teri Hatcher all'epoca delle riprese era incinta, in stato alquanto avanzato, cosicché fu necessario riprenderla con abiti e inquadrature idonei a celare la sua gravidanza.
- Una scena d'amore tra Bond e Paris Carver fu cancellata dal film a causa della gravidanza dell'attrice.
- Teri Hatcher dice di aver accettato il ruolo per realizzare il sogno di una vita, essere una Bond girl. Ma le sue scene dovettero essere girate in fretta per via della gravidanza. In seguito l'attrice ha espresso la sua insoddisfazione per la parte.